# Jordi Ferragut Mesquida
Jordi Antoni Magí Ferragut Mesquida (Ciutadella, Menorca, 28 o 29 de setembre de 1755 - Point Plaguet, Pascagoula, Mississipi, 4 de juny de 1817) fou un mariner i militar menorquí.

## Biografia
Nascut a Menorca durant la dominació anglesa de l'illa en el si d'una família de tradició marinera. Enrolat a la marina russa, va lluitar a les guerres russoturques lluitant contra la marina otomana a la batalla de Çeşme el 1770. L'any 1772 la seva família el va enviar a Barcelona a fer estudis de nàutica. El 1776 emigrà als Estats Units on treballà per la marina mercant amb el comandament d'un petit vaixell de càrrega que feia la ruta entre l'Havana, Veracruz i Nova Orleans. En començar la Guerra d'Independència americana s'enrolà a l'armada de Carolina del Nord, inicialment com a lloctinent. Lluità contra els britànics a Savannah (Geòrgia) i va ser capturat al Setge de Charleston el 1780. Després de ser alliberat en un intercanvi de presoners, va servir com a voluntari a la batalla de Cowpens, on va destacar pel fet de salvar la vida de George Washington, i a Wilmington. Acabada la guerra es va retirar de l'exèrcit dels Estats Units amb el grau d'oficial comandant-major.
Jordi Ferragut va contreure matrimoni amb Elizabeth Shine, nascuda el 1765, i el seu fill David Farragut també va esdevenir un heroi en la Guerra civil estatunidenca amb una llarga i distingida carrera com a primer almirall dels Estats Units d'Amèrica.